# Чемпионат Гагаузии по футболу
Чемпионат Гагаузии по футболу — высшая футбольная лига Гагаузии. Создана в 2012 году. На данный момент в лиге выступают 12 команд, которые играют по системе «дома-в гостях» по 2 раза (22 тура).

## Участники сезона-2014
| - Барабар (Конгазчик) - Бешгиоз - Вулканешты - Казаклия - Колос (Копчак) - Комрат | - Огузспорт Буджак (Комрат) - Саксан-2 (Баурчи) - Томай - Чишмикиой - Чок-Майдан - Этулия |

## Чемпионы
- 2013 — «Капитал-Комрат»[5].
- 2014 — «Огузспорт Буджак»[6][7].